# 機場特警 (無綫電視劇)
《機場特警》（英語：Airport Strikers），香港電視廣播有限公司拍攝製作的時裝警匪電視劇集，取用阿萊艾美拉攝影機拍攝，由張振朗、楊明、蔡思貝及鄧佩儀領銜主演，並由王梓軒、許家傑、黃子恆、關禮傑、朱敏瀚、黎振燁及湯洛雯聯合演出，編審為林麗媚，監製為陳耀全。
此劇為2019無綫節目巡禮十九部劇集之一及2019年香港國際影視展十部推介劇集之一。中國内地由優酷同步播出；台灣由LINE TV、Vidol、KKTV、LiTV 線上影視與中華電信MOD、HamiVideo、myVideo影音隨看線上播出。
此劇原定安排在2019年暑假播出，但因為香港爆發一連串反對修訂逃犯條例示威活動令警民關係變得緊張，無綫內部開會後認為此劇不適宜在此時播出，此劇一度因此事復播無期，最後順延至2020年3月30日才首播，惟此劇於首播期間仍被大量網民（泛民主派支持者）指「為香港警察洗底」，加上劇中演員楊明是非纏身而拒絕收看此劇。

## 故事大綱
香港警務處機場特警組（ASU）是一支準軍事化特種警察部隊，責任是維持機場警區的公共及航空安全、反恐、要員保護及災難支援等等。故事由一宗機場劫案引發，一名疑犯逃走引發一宗嚴重交通意外，休班警員張景山（張振朗飾）、章振赫（黃子恆飾）及辛凱晴（蔡思貝飾）剛好來到機場，參與現場救人及捉拿疑犯的行動。
一年後，隸屬不同警隊部門的景山、凱晴、何詩嬅（鄧佩儀飾）及鄔冠聰（朱敏瀚飾）同時報考ASU。在教官文永強（關禮傑飾）的嚴厲指導下，四人建立了深厚的友誼，並順利達標畢業，加入機場特警組。四位新特警與一班舊人在工作中不斷產生火花，新舊交替，教學相長。景山卻經常與特警組總督察章振赫對着幹，警長馬容義（楊明飾）深知他們的嫌隙，不時居中緩解。景山漸對女拍檔凱晴產生微妙感覺。各人於執勤時盡見悲歡離合，徘徊生死，令各人反思自己的人生，從而得到進步，確立成為機場特警組的使命感！然而，巨大危機正悄悄逼近，令團隊陷入前所未有的困境……

## 劇情牽涉到的社會議題
雖然劇情與現實社會議題沒有直接關係，但是劇中不少情節都是根據現實中發生過的新聞事件加以改編。
- 1972年：慕尼黑案
- 2009年：機場阿嬸鬧事事件 （页面存档备份，存于）
- 2014年：梁逸峰「特別的朗誦技巧」

## 本劇特色
每集播放片頭之前，都會先播放劇中主角加入及成為機場特警組前的經歷。（第1，25集除外）

## 演員表

### 香港警務處

#### 管理層
| 演員   | 角色 | 備注                                                                        |
| 煒 烈  |      | 一哥 警務處處長 因張景山在鬧市開槍而需到立法會解釋 於第22集參與文永強的喪禮 |
| 李 岡  |      | 警務處副處長 於第22集參與文永強的喪禮                                       |
| 關偉倫 |      | 警務處副處長 於第22集參與文永強的喪禮                                       |

#### 機場警區
| 演員   | 角色   | 備注                                  |
| 魯振順 | 鄧應韜 | 高級警司／機場警區指揮官 章振赫之上司 |

#### 機場特警組（ASU）
| 演員   | 角色   | 備注 |
| 黃子恆 | 章振赫 | 章Sir、Cesar、老闆、 A1 總督察／主管，前警察機動部隊高級督察 編號 CIP28318 文永強之上司兼徒弟 鄧應韜之下屬 張景山之上司，與其不和，經常被他挑釁及挑戰，後和好 於第1集起頂替招家智 參見章家 |
| 關禮傑 | 文永強 | Man Sir、排骨強（鄔有為專稱）、A5 督察（訓練及支援）／爆炸品處理課炸彈處理員，前飛虎隊成員 章振赫之下屬兼師傅 鄔有為之舊學生 江錦榮之舊同袍 於第22集殉職身亡，後安葬浩園 參見文家 |
| 崔錦棠 | 趙興勇 | 趙爺、勇哥 督察（Eagle及Gyps） 編號 IP28168 多年前在一次行動中被悍匪割掉一部分耳朵 |
| 姚亦澧 | 葉寶慶 | Turbo 督察 |
| 林敬剛 | 嚴礪昌 | Fit 督察 |
| 何鎮裘 | 何 九  | 九哥 見習督察／教官 第24集起署任總部督察 （特别演出／特別顧問） |
| 蔡國威 | 柯 堅  | OK Sir 警署警長／教官 章振赫之下屬 |
| 冼灝英 | 關英傑 | 關公、關咩、Eagle9 警署警長 章振赫之下屬 |
| 劉天龍 | 譚國豪 | 警署警長 章振赫之下屬 |
| 何啟南 | 顧家和 | 顧家、Eagle 7 警長 章振赫之下屬 |
| 楊 明  | 馬容義 | Easy、Easy哥、Eagle 1 警長 章振赫之下屬 文永強之下屬兼徒弟 參見馬家 |
| 趙樂賢 | 盧偉根 | 狼人 警長 章振赫之下屬 剛剛結婚，很想要孩子 |
| 吳家樂 | 江錦榮 | 江Sir、阿緊、緊哥、Eagle 5 高級警員，前飛虎隊小隊副隊長 章振赫之下屬 曾在飛虎隊被隊員稱為神槍手，但其因在一次任務期間擊斃一名20歲以下的女悍匪後遭其父母責怪而懼怕開槍 於第16集被章振赫要求其放有薪假期 於第22集決定去見心理學家，面對其懼怕開槍的心理陰影，後於第24集克服 參見江家                                   |
| 楊證樺 | 崔瑞德 | 吹水、吹水哥、吹水德、Eagle 3 高級警員 章振赫之下屬 Venus之男友 喜歡聊天，善於溝通 懂得多國語言 |
| 王梓軒 | 齊天樂 | 齋Sir、阿齋、Eagle A 機場高級警員（領犬員） 編號 PC38136 1987年出生 馬容義之同事兼同屋主 何詩嬅之鄰居兼房東，與其有感情線，於第24集成為其男友 辛凱晴之鄰居 章振赫之下屬 |
| 張振朗 | 張景山 | Hill張、孖一、Eagle 8 警員，前深水埗重案組警員 編號 PC38388 章振赫之下屬，與其不和，總是挑釁及挑戰他，欲戰勝他卻每次都落敗，後和好 於第3集通過遴選後加入機場特警組基礎訓練課程 於第7集畢業訓練課程，於第8集起正式加入機場特警組 於第21集險被調離機場特警組，實際為章振赫設局暗中漸漸和解 於第25集擊斃宋天機 參見章家 |
| 蔡思貝 | 辛凱晴 | 辛仔、Eagle 4 警員，後晉升為警長，前西九龍警察機動部隊警員 編號 PC38399 -> SGT38399 章振赫之下屬 文永強之下屬兼徒弟 於第3集通過遴選後加入機場特警組基礎訓練課程 於第7集畢業訓練課程，於第8集起正式加入機場特警組 於第25集晉升警長並加入爆炸品處理課成為爆炸品處理員 參見辛家 及《機動部隊2019》                      |
| 鄧佩儀 | 何詩嬅 | Silver、阿銀、Eagle 6 警員，前新界南交通部警員 警員編號 PC28818 章振赫之下屬 文永強之下屬 於第3集通過遴選後加入機場特警組基礎訓練課程 於第7集畢業訓練課程，於第8集起正式加入機場特警組 參見何家及《鐵馬戰車》 |
| 朱敏瀚 | 鄔冠聰 | 阿聰、烏Sir Sir、孖二、Eagle 10 警員，前灣仔雜項調查科警員 警員編號 PC28166 章振赫之下屬 文永強之下屬 於第3集通過遴選後加入機場特警組基礎訓練課程 於第7集畢業訓練課程，於第8集起正式加入機場特警組 參見鄔家及《雜警奇兵》                                                                                            |
| 黎振燁 | 姜昊正 | 夠薑、Eagle 2 警員，前機場警區刑事情報科警員 章振赫之下屬 參見姜家 |
| 陳偉洪 | 蘇漢森 | Handsome、Eagle 11 警員 章振赫之下屬 名字諧音So Handsome |
| 袁鎮業 | 高 峰  | 高佬 警員 章振赫之下屬 槍械迷 |
| 梁裕恆 | 柴一龍 | Alone 警員 章振赫之下屬 |
| 吳天佑 | 林育城 | 育城 警員 章振赫之下屬 經常與侯立哲被誤為孿生兄弟 |
| 吳子冲 | 侯立哲 | 立哲 警員 章振赫之下屬 經常與林育城被誤為孿生兄弟 |
| 江富強 | 梁彥博 | 博哥 警員 章振赫之下屬 有電子工牌 |
| 李善   | 吳吉賢 | 長氣賢、Eagle 16 警員 章振赫之下屬 長跑好手 |
| 衛志豪 | 馮紹剛 | 警員 章振赫之下屬 |
| 嘉 駿  | 謝銳銘 | 警員 章振赫之下屬 |

#### 深水埗重案組
| 演員   | 角色   | 備注 |
| 黃栢文 | 車Sir  | 督察 張景山之前上司 |
| 張振朗 | 張景山 | Hill張、孖一、Eagle 8 警員，前深水埗重案組警員 編號 PC38388 章振赫之下屬，與其不和，總是挑釁及挑戰他，欲戰勝他卻每次都落敗，後和好 車Sir之前下屬 於第3集通過遴選後加入機場特警組基礎訓練課程 於第7集畢業訓練課程，於第8集起正式加入機場特警組 於第21集險被調離機場特警組，實際為章振赫設局暗中漸漸和解 於第25集擊斃宋天機 參見章家 |
| 李啟傑 | 遠     | 警員 車Sir之下屬 張景山之前同事 |
| 章志文 | 釗     | 警員 車Sir之下屬 張景山之前同事 |

#### 其他部門
| 演員   | 角色      | 備注 |
| 黎家智 | 招家智    | 招Sir 警察機動部隊警司，前機場特警組總督察／主管 於第1集與章振赫交接後被調走 於第22集參與文永強的喪禮 （特别演出／特別顧問） |
| 蘇逴殷 | 文子謙    | 謙仔 機場警區的巡邏警員 編號 PC66336 於第25集結尾決定參與機場特警組之遴選 參見文家 |
| 李日昇 | 周樹佳    | 機場警區巡邏警員 |
| 楊家寶 | 郭靜雯    | 機場警區巡邏警員 |
| 林宥喬 | 黃文昇    | 機場警區巡邏警員 |
| 黃建東 | 李力祥    | 李Sir、力祥 機場警區刑事偵緝部警員，前機場警區刑事情報科警員 文永強之前下屬 潘冠霖之夫，與其育有一子 曾多次參與機場特警組之遴選，但未能被取錄 於第3集通過遴選後加入機場特警組基礎訓練課程 於第5集因家庭問題而決定中途放棄退出機場特警組基礎訓練課程 於第25集結尾決定再度參與機場特警組之遴選 |
| 馬貫東 | 揚 名     | 交通部警長 編號 SGT28210 何詩嬅之前同事（第2-3集） 參見《鐵馬戰車》 角色諧音：楊明 |
| 李君妍 | 伍嘉琪    | 交通部警員 編號 WPC26962 何詩嬅之前同事（第2-3集） 參見《鐵馬戰車》 |
| 黃煒溏 |           | 反恐特勤隊教官 |
| 鄭健樂 |           | 飛虎教官 |
| 潘梓鋒 |           | 警員（第17集） |
| 易宇航 | Goode Sir | 拆彈專家（第24-25集） |
| 鄭衍峰 |           | CID（第25集） |
| 關曜儁 | 徐 金     | 機場特警組學員 |
| 何晉樂 |           | 機場特警組學員 |
| 莫家淦 |           | 機場特警組學員 |
| 程浩駿 |           | 機場特警組學員 |
| 鄭詠謙 |           | 機場特警組學員 |
| 樓嘉豪 |           | 機場特警組學員 |
| 鄭雋熹 |           | 機場特警組學員 |
| 黃榮燊 |           | 機場特警組學員 |
| 余應彤 |           | 機場特警組學員 |
| 李嘉晉 |           | 機場特警組學員 |
| 伍禮騫 |           | 機場特警組學員 |
| 周嘉全 |           | 機場特警組學員 |
| 林浩文 |           | 機場特警組學員 |
| 李顯曜 |           | 機場特警組學員 |
| 陳戩浩 |           | 機場特警組學員 |
| 吳卓衡 |           | 新一屆機場特警組學員（第25集） |
| 鄒兆霆 |           | 新一屆機場特警組學員（第25集） |

### 香港國際機場

#### 機場服務員
| 演員   | 角色   | 備注 |
| 湯洛雯 | 余安娜 | 娜娜、Nana 高飛航空空中服務員 1991年出生 大田之前女友 尹真兒之中學同學兼好友 張景山之中學同學，於第9集成為其女友，於第23集分手 辛凱晴之情敵 李至安之好友及同屋室友 於第9集被Bryan挾持，後獲張景山所救 |
| 劉溫馨 | 尹真兒 | Jenny 機場酒店禮賓部職員 余安娜之舊同學兼好友 張景山之舊同學 文永強之世侄女 文子謙之暗戀對象 |
| 張雪瑩 | 程寶琴 | 空中服務員 |
| 胡美貽 |        | 空中服務員 |
| 劉嘉琪 | 鄭君怡 | 機場服務員 |
| 楊嘉欣 | 張婉珊 | 機場服務員 |
| 彭翔翎 |        | 機場服務員 |
| 林泳淘 | Candy  | 機場服務員 |

#### 其他持份者
| 演員                             | 角色      | 備注 |
| Jonathan Robert Charles Coquelin | Sebastian | 十一cm 旅客 法國人 因簽證有問題而滯留機場 Nathalie之父 與機場的工人關係良好 於第10集因擔心其在法國遇上車禍之妻子而闖入禁區企圖登機，後因此被捕 後提及等待入境處查清其背景後，將會發臨時簽證給其讓其返回法國與家人團聚 |
| 何偉業                           | 志 良     | 咖啡店老闆 於第1集被恐嚇（第1集） |
| 吳香倫                           |           | 清潔工人（第2-3、8-9集） |
| 羅永健                           |           | 保安（第4、13集） |
| 梁百川                           |           | 保安（第4、13集） |

### 章家
| 演員           | 角色   | 備注 |
| 鄧永健（青年） | 章宏宇 | Harvey、阿宇（趙雅妍、張綺琳專稱） 著名天文學專家顧問／天文學系講座教授 趙雅妍之夫 張綺琳之前情夫，於第25集和好 章振赫、張景山之父 陳美茵之家翁 陳光亮之姻世伯 喜愛觀星 |
| 潘志文         | 章宏宇 | Harvey、阿宇（趙雅妍、張綺琳專稱） 著名天文學專家顧問／天文學系講座教授 趙雅妍之夫 張綺琳之前情夫，於第25集和好 章振赫、張景山之父 陳美茵之家翁 陳光亮之姻世伯 喜愛觀星 |
| 吳沚默（青年） | 趙雅妍 | 章太 為人尖酸刻薄 章宏宇之妻 章振赫之母 陳美茵之家姑，並針對之，於第21集得知其公開章振赫與張景山的照片後並掌摑其 陳光亮之姻伯母，並針對之 張景山之大媽，並針對之 張綺琳之情敵，並針對其 |
| 楊玉梅         | 趙雅妍 | 章太 為人尖酸刻薄 章宏宇之妻 章振赫之母 陳美茵之家姑，並針對之，於第21集得知其公開章振赫與張景山的照片後並掌摑其 陳光亮之姻伯母，並針對之 張景山之大媽，並針對之 張綺琳之情敵，並針對其 |
| 林秀怡（青年） | 張綺琳 | Elaine、BB（張景山專稱）、靚姐 「靚姐食堂」老闆娘 張景山之母 霞姐之表妹 楓姐之表姐 章宏宇之前情婦，因有共同興趣（觀星）而相識，後被趙雅妍逼迫下而分手，於第25集和好 趙雅妍之情敵 區惠萍之街坊 |
| 王綺琴         | 張綺琳 | Elaine、BB（張景山專稱）、靚姐 「靚姐食堂」老闆娘 張景山之母 霞姐之表妹 楓姐之表姐 章宏宇之前情婦，因有共同興趣（觀星）而相識，後被趙雅妍逼迫下而分手，於第25集和好 趙雅妍之情敵 區惠萍之街坊 |
| 蘇恩磁         | 霞 姐  | 楓姐之姊 張綺琳之表姐 張景山之表姨媽 |
| 曾慧雲         | 楓 姐  | 霞姐之妹 張綺琳之表妹 張景山之表姨 |
| 黃子恆         | 章振赫 | Cesar 1983年出生 章宏宇、趙雅妍之子 陳美茵之夫，於第25集正式離婚，最後於機場復合 陳光亮之姐夫 馬容義之好友 張景山同父異母之兄，與其不和，後和好 Fiona之前男友 |
| 孫慧雪         | 陳美茵 | Yan、阿茵 陳光亮之姊 章振赫之妻，於第25集正式離婚，最後於機場復合 章宏宇之媳婦，暗中協助其與張景山聯絡 趙雅妍之媳婦，被其針對，令其感到有壓力，於第21集被其得知公開章振赫與張景山的照片後並被其掌摑 張景山同父異母之嫂 出身於低下階層，學歷僅中學程度 於第23集發現患有紅斑狼瘡症，並向章振赫以第三者為由提出離婚                                    |
| 張鈞睿（童年） | 張景山 | Hill、Hill哥、Hill豬（余安娜專稱）、Hill張、阿山、低B（馬容義專稱）、肥仔（辛凱晴專稱） 網名：NaNa靚 1989年出生 原名章景山 章宏宇之私生子 張綺琳之子 趙雅妍之繼子 馬容義之好友 章振赫同父異母之弟，與其不和，後和好 陳美茵之叔仔 霞姐、楓姐之表姨甥 余安娜之中學同學，於第9集成為其男友，後於第23集分手 尹真兒之中學同學 與辛凱晴自幼認識，有感情線 |
| 張振朗         | 張景山 | Hill、Hill哥、Hill豬（余安娜專稱）、Hill張、阿山、低B（馬容義專稱）、肥仔（辛凱晴專稱） 網名：NaNa靚 1989年出生 原名章景山 章宏宇之私生子 張綺琳之子 趙雅妍之繼子 馬容義之好友 章振赫同父異母之弟，與其不和，後和好 陳美茵之叔仔 霞姐、楓姐之表姨甥 余安娜之中學同學，於第9集成為其男友，後於第23集分手 尹真兒之中學同學 與辛凱晴自幼認識，有感情線 |
| 方紹聰         | 陳光亮 | 阿亮 釋囚、酒店侍應 陳美茵之弟 章振赫之舅仔 章宏宇、趙雅妍之姻侄子 |

### 馬家
| 演員   | 角色   | 備注 |
| 程可為 | 區惠萍 | 馬師奶 馬容義之母 與張綺琳是街坊，十分疼愛張景山 李至安之天敵，後和好 |
| 楊 明  | 馬容義 | Easy、Easy哥、低能（張景山專稱） 1983年出生 區惠萍之子 張景山、章振赫之好友 李至安之男友，於第14集提出分手，於第19集和好並向其求婚，於第20集發現其出軌兼被其悔婚，於第21集被蘇志斌告知是捉弄李至安而得知李至安之胎兒乃自己親生骨肉而復合，於第25集成為其未婚夫 齊天樂之同事兼同屋室友 宋天機之好友，多年前因不小心駕駛而導致其身體殘障，後被其陷害並反目而成為死敵 名字諧音：容易 |

### 辛家
| 演員           | 角色   | 備注 |
| 鍾志光         | 辛志輝 | 保安 呂佩芬之夫 辛凱濤、辛凱晴之父 |
| 祝文君         | 呂佩芬 | 辛志輝之妻 辛凱濤、辛凱晴之母 |
| 黃恩臨         | 辛凱濤 | 1987年出生，1995年逝世 辛志輝、呂佩芬之亡子 辛凱晴之亡兄 幼年時為替辛凱晴往海灘拾掉了的拖鞋而溺斃 其志願是當一名警察 |
| 黃語芊（童年） | 辛凱晴 | 辛仔、晴晴、肥晴晴、肥妹（張景山專稱） 1991年出生 辛志輝、呂佩芬之女 辛凱濤之妹 童年時最愛吃蝦條 何詩嬅之好友兼同屋室友 齊天樂之鄰居 與張景山自幼認識，有感情線 余安娜之情敵 為報答辛凱濤而剪短頭髮並代兄從警，一直以來為其間接令對方溺斃而內疚 |
| 蔡思貝         | 辛凱晴 | 辛仔、晴晴、肥晴晴、肥妹（張景山專稱） 1991年出生 辛志輝、呂佩芬之女 辛凱濤之妹 童年時最愛吃蝦條 何詩嬅之好友兼同屋室友 齊天樂之鄰居 與張景山自幼認識，有感情線 余安娜之情敵 為報答辛凱濤而剪短頭髮並代兄從警，一直以來為其間接令對方溺斃而內疚 |

### 何家
| 演員            | 角色   | 備注 |
| 陳嘉輝          | 何廣源 | 上市公司主席 何太太之夫 蔣攸婷之夫兼前上司 何詩嬅之父，與其不和，後和好 曾為了成功洽談生意而強迫何詩嬅與孔劉交往及訂婚 |
| 周寶霖          | 何太太 | 何廣源之亡元配 何詩嬅之亡母 蔣攸婷之亡情敵 因病而需長期住院，於2004年因病去世 |
| 葉凱茵          | 蔣攸婷 | 何廣源之妻兼前下屬 何太太之情敵 何詩嬅之繼母，並被其討厭 |
| 楊鎧凝 （童年） | 何詩嬅 | Silver、阿銀、詩嬅 千金小姐 1992年出生 何廣源之女，與其不和，後和好 何太太之女 蔣攸婷之繼女，並討厭其 辛凱晴之好友兼同屋室友 齊天樂之鄰居同包租婆，與其有感情線，於第24集成為其女友 孔劉之暗戀對象 曾贈送給警署一隻名為Duke的小狗，後被齊天樂馴服為警犬 |
| 鄧佩儀          | 何詩嬅 | Silver、阿銀、詩嬅 千金小姐 1992年出生 何廣源之女，與其不和，後和好 何太太之女 蔣攸婷之繼女，並討厭其 辛凱晴之好友兼同屋室友 齊天樂之鄰居同包租婆，與其有感情線，於第24集成為其女友 孔劉之暗戀對象 曾贈送給警署一隻名為Duke的小狗，後被齊天樂馴服為警犬 |

### 宋家
| 演員   | 角色   | 備注 |
| 曾健明 | 宋先生 | 宋李氏之夫 宋天機之父 於2009年7月因癌症病逝 |
| 李麗麗 | 宋李氏 | 宋先生之妻 宋天機之母 因丈夫病逝而大受打擊，患上抑鬱症，於2009年9月2日跳樓自殺 |
| 許家傑 | 宋天機 | 阿機、天機、挑機、機哥 廢紙回收商／馬容義舊波友 宋先生、宋李氏之子 馬容義之好友，於2007年被其不小心駕駛而導致十字韌帶斷裂，不能做劇烈運動，後與其反目並陷害其而成為死敵 目標為成為機場特警，車禍殘障後因做不到警察而仇警，並企圖殺警 假裝與馬容義和好，實為刺探機場特警組成員的情況 Kim、斌之上司 指派Arfan監視張景山的行為舉止，並答應Arfan會解救其哥哥Norman Kia Malik，實為利用其，並於第24集欲炸死其，但因辛凱晴拆彈成功而失敗 於第7集提及並出現，於第9集正式登場 於第19集迷暈並企圖綁架李至安，但後因發現其懷孕而放棄 於第22集設局炸死文永強 於第24集跟機場特警駁火並開槍擊中馬容義腿部 於第25集故意拆掉子彈嚇馬容義，但最終被張景山開槍擊斃 |

### 文家
| 演員   | 角色   | 備注 |
| 關禮傑 | 文永強 | Man Sir、永強、排骨強（鄔有為專稱） 機場特警組督察（訓練及支援）／爆炸品處理課炸彈處理員 1964年出生 周鳳珠之前夫 文子謙之父，與其不和 於第22集被宋天機裝在汽車的炸彈炸死 |
| 姚瑩瑩 | 周鳳珠 | 酒吧老闆 文永強之前妻 文子謙之母 |
| 蘇逴殷 | 文子謙 | 謙仔、子謙 警員 文永強、周鳳珠之子 與文永強不和，於第22集在周鳳珠解釋下明白真相並決定原諒其 於第25集結尾投考機場特警組，以報答文永強 鄧應韜之下屬 暗戀尹真兒             |

### 鄔家
| 演員   | 角色   | 備注                                                                                                |
| 陳榮峻 | 鄔有為 | 烏頭Sir 退休機場特警組警長兼教官 鄔冠聰之父 文永強之前機場特警隊訓練導師，兼前下屬 患有初期腦退化症 |
| 朱敏瀚 | 鄔冠聰 | 阿聰、烏Sir Sir、烏龍 1992年出生 鄔有為之子 文永強之下屬                                            |

### 江家
| 演員   | 角色   | 備注 |
| 吳家樂 | 江錦榮 | 機場特警組高級警員 已離婚多年 江玥瞳之父，與其關係疏離並遭其冷漠對待，於第16集在何詩嬅協助下和好 花姨之前女婿，被其針對，後和好                                                                |
| 黃子恩 | 江玥瞳 | 瞳瞳 混血兒，只會說英語及普通話 江錦榮之女，與其關係疏離並抗拒與其相處，於第16集和好 花姨之外孫女 何詩嬅之好友 因外婆花姨跌倒受傷入院及母親在外國公幹而暫時交由父親照顧 於第21集與花姨返回外國 |

### 姜家
| 演員   | 角色   | 備注 |
| 潘芳芳 | 周少蘭 | （1964－2017） 姜昊正之亡母，因患有亨廷頓舞蹈症而拋棄其（第13集） |
| 黎振燁 | 姜昊正 | 夠薑、阿薑、阿正、沙卜（張景山專稱）、Eagle 2 機場特警組警員 1987年出生 周少蘭之子 曾曉晨之男友，因其母患有亨廷頓舞蹈症離世，怕自己遺傳此病拖累其，於第1集選擇分手，後於第18集向其坦白提出分手之原因，於第24集復合，於第25集結婚並成為其夫 |
| 賴慰玲 | 曾曉晨 | 阿晨、晨姐 《爆傳媒》記者 姜昊正之女友，於第1集分手，於第24集復合，於第25集結婚並成為其妻 居住於北角渣華道 |

### 其他演員
| 演員   | 角色                         | 備注 |
| 何依婷 | 李至安                       | 安安 網絡KOL／前空姐 網名：卡嵐 馬容義之女友，於第14集分手，於第19集和好並被其求婚，於第20集取消婚事，於第25集成為其未婚妻 余安娜之好友兼同屋主 第18集發現懷孕，但懷疑其是因早前跟蘇志斌一夜情而懷孕，後於第21集蘇志斌告知馬容義並交代其是被捉弄而得知之胎兒乃馬容義之親生骨肉而和好 |
| 陳建文 | 詹逸遙                       | 酒保 |
| 泰 臣  | 孔 劉                        | 富二代 何詩嬅指腹為婚之未婚夫，並暗戀其，後被其拒絕 角色名字同：孔劉 |
| 黃梓瑋 | 嬌                           | |
| 劉桂芳 | 蓉 姐                        | 鄔家之鐘點工人 幫忙照顧鄔有為 |
| 陳詩勤 | Arfan Choora                 | Arfan 南亞裔人士 Norman Kia Malik之弟，為救出其而投靠宋天機 表面上是張景山的好友，實際被宋天機指使監視對方之一舉一動並向其報告 |
| 周梓盈 | 阿 盈                        | About Time侍應 |
| 霍健邦 |                              | About Time侍應 |
| 唐嘉麟 | 蘇志斌                       | Ben、阿斌、賤人 李至安之前男友 |
| 羅頌欣 |                              | 新聞主播 |
| 許思敏 |                              | 機場客（第1集） |
| 陳振華 | Noman Kia Malik              | 國際通緝犯 Arfan之兄 於第24集被押送回國受審 |
| 羅欣羚 |                              | 旅客（第1集） |
| 羅欣羚 | 學員（第18集）               | |
| 姚宏遠 | 大 田                        | Martin 余安娜之前男友（第1集） |
| 陳嘉慧 |                              | 護士（第1、8、17集） |
| 陳嘉慧 | 曾曉晨婚禮之姊妹團（第25集） | |
| 沈愛琳 |                              | 護士（第1、19集） |
| 沈愛琳 | 曾曉晨婚禮之姊妹團（第25集） | |
| 譚坤倫 | 徐展奇                       | 機場炸彈疑犯（第1集） |
| 廖思略 |                              | 機場客（第2集） |
| 陳勉良 | 楊村長                       | 於山上扭傷雙腿，後獲張景山及辛凱晴幫忙下山（第3集） |
| 白 雲  |                              | 旅客 於上機前發現遺失護照，後尋回（第3集） |
| 鄭啟泰 |                              | 陳家俊之父（第4集） |
| 周麗欣 |                              | 陳家俊之母（第4集） |
|        | 陳家俊                       | 鄭啟泰、周麗欣之子 獨自買機票，打算跟隨母親公幹 為了避開機場特警的追捕而躲進旅遊巴的行李匣內而被困，最後獲救（第4集） |
| 董敬文 | 喪 標                        | 悍匪 勾结宋天机（第5、24集） |
| 胡 㻗  |                              | 悍匪（第5-6集） |
| 黃穎君 |                              | 導遊（第5集） |
| 丁樂鍶 |                              | 女團友（第5集） |
| 黃得生 |                              | 小偷（第5集） |
| 潘冠霖 |                              | 李力祥之妻，與其育有一子（第5集） |
| 梁珈詠 |                              | 張景山之中學老師（第6集） |
| 羅 鴻  |                              | 立法會議員（第6集） |
| 溫裕紅 | 方 太                        | 闊太（第7、12集） |
| 葉家泓 | 右 巴                        | （第7－9、23-24集） |
| 陳家良 |                              | 侍應（第7－8、12集） |
| 趙璧渝 |                              | 女生（第7集） |
| 趙璧渝 | 曾曉晨婚禮之姊妹團（第25集） | |
| 范仲恒 |                              | 男生（第7集） |
| 區軒瑋 | 邱博士                       | 章宏宇之朋友（第8、10集） |
| 張詩欣 |                              | 中學生（第9、16集） |
| 關浩揚 |                              | 紫衫男（第9集） |
| 麥皓兒 | 菁                           | Bryan之前女友 余安娜之好友（第9集） |
| 阮政峰 | Bryan                        | 菁之前男友 於第9集認定余安娜唆使菁與對方分手而挾持對方，反抗期間刀傷張景山，最後被制服並遭拘捕 |
| 梁嘉駿 |                              | 機長（第9集） |
| 譚焯升 |                              | 男朋友（第10、16集） |
| 陳潁熙 |                              | 女朋友（第10、16集） |
| 陳婉婷 |                              | 企跳少女（第10集） |
| 莊思明 | Icey                         | 馬容義之相睇對象 非常合區惠萍眼緣（第11、14集） |
| 章景恆 |                              | 賊人（第11集） |
| 黎寬怡 |                              | 報導員（第12集） |
| 黎寬怡 | 曾曉晨婚禮之姊妹團（第25集） | |
| 謝可逸 | James                        | 偷拍機長（第12集） |
| 朱樂洺 |                              | 司儀（第12集） |
| 張智軒 |                              | 酒店經理（第12集） |
| 岑杏賢 | Cherry Mountain              | 著名歌手 多年前因心臟問題，因而被迫暫時退出娛樂圈，並前往外國接受換心手術及休養，於第13集回港並打算復出（第13集） |
| 邵展鵬 |                              | 快閃黨 Cherry Mountain之前粉絲 不滿早年Cherry Mountain突然沒原因地退出娛樂圈而企圖襲擊其及阻止其復出（第13集） |
| 程 皓  |                              | 快閃黨 Cherry Mountain之前粉絲 不滿早年Cherry Mountain突然沒原因地退出娛樂圈而企圖襲擊其及阻止其復出（第13集） |
| 余富根 |                              | 快閃黨 Cherry Mountain之前粉絲 不滿早年Cherry Mountain突然沒原因地退出娛樂圈而企圖襲擊其及阻止其復出（第13集） |
| 蕭凱欣 |                              | 快閃黨 Cherry Mountain之前粉絲 不滿早年Cherry Mountain突然沒原因地退出娛樂圈而企圖襲擊其及阻止其復出（第13集） |
| 簡家麒 |                              | 快閃黨 Cherry Mountain之前粉絲 不滿早年Cherry Mountain突然沒原因地退出娛樂圈而企圖襲擊其及阻止其復出（第13集） |
| 鄧嘉傑 |                              | 快閃黨 Cherry Mountain之前粉絲 不滿早年Cherry Mountain突然沒原因地退出娛樂圈而企圖襲擊其及阻止其復出（第13集） |
| 譚永浩 |                              | 年輕父母 於第13集因追星而將嬰兒遺留在育嬰室 |
| 楊 埕  |                              | 年輕父母 於第13集因追星而將嬰兒遺留在育嬰室 |
| 葉蒨文 | Venus                        | 崔瑞德之女友 誤信雷宥旺為同性戀者而將對方視為好友（第14集） |
| 朱滙林 | 雷宥旺                       | Ron、Ron Ron 僞同性戀者，實為偽裝同性戀認識女性 被Venus誤認為同性戀者，而被對方視為好友 Coffee之前男友（第14集） |
| 孟希璘 | Coffee                       | 雷宥旺之前女友 於第14集因不忿雷宥旺與其分手而襲擊對方，被捕後向Venus揭發雷宥旺經常假扮同性戀以認識女性 |
| 謝芷倫 | 瑩                           | 闊太 陳美茵的朋友（第14集） |
| 梁 茵  | 萱                           | 闊太 陳美茵的朋友（第14集） |
| 馬溱禧 |                              | 闊太 陳美茵的朋友（第14集） |
| 張韡騰 |                              | 神經漢（第15集） |
| 李嘉晉 |                              | 飛虎（第15集） |
| 何佩珉 |                              | 悍匪（第15集） |
| 鄧朴晴 |                              | 江玥瞳之教師（第15集） |
| 蕭徽勇 | 楊偉仁                       | Mark Yeung 富二代 楊富有之子 因欠下巨額賭債而指示Kim與其合謀，偽裝自己被綁架企圖騙取其父之金錢（第16－17集） |
| 黃凱琪 |                              | 小偷（第16-17集） |
| 郭千瑜 |                              | 小偷（第16集） |
| 張嘉琪 |                              | 小偷（第16集） |
| 蕭健楓 | Paul                         | 扒手（第17集） |
| 李興華 | Kim                          | 楊偉仁之下屬 受楊偉仁指使，與其合謀偽造其被綁架之假像，並以此騙取楊富有之金錢（第17集） |
| 莫偉文 | 楊富有                       | 富商 楊偉仁之父（第17集） |
| 曾琬莎 |                              | 侍應（第18集） |
| 利穎怡 |                              | 導師（第18集） |
| 湛錦鈿 | Joey Sir                     | 麵包師傅（第18集） |
| 吳嘉儀 | 婉                           | 宋天機之前女友（第19-20集） |
| 陳富勝 |                              | 企圖跳橋漢（第22集） |
| 彭紀諺 |                              | 教練（第22集） |
| 王卓淇 | Fiona                        | 章振赫之前女友 患有血癌 多年前已因病離世（第23集） |
| 梁雯蔚 |                              | 主播（第23集） |
| 吳綺珊 |                              | 護士（第23集） |
| 王致狄 | 鐵 男                        | 黑幫成員 宋天機之手下（第23-24集） |
| 曾海昌 | 史 東                        | 黑幫成員 宋天機之手下（第23-24集） |
| 黃耀煌 | 雷 神                        | 黑幫成員 宋天機之手下（第23-24集） |
| 盧偉文 | 車 鬼                        | 黑幫成員 宋天機之手下（第23-24集） |
| 鬼 塚  |                              | 氣槍店老闆（第24集） |
| 招浩明 | 曾保明                       | （第24集） |
| 吳展驊 | 鄭家華                       | （第24集） |
| 陳諾忠 |                              | 酒店經理（第24集） |
| 鍾梓甜 |                              | 情侶（第24集） |
| 鍾君揚 |                              | 情侶（第24集） |
| 李思雅 |                              | 總統夫人（第24集） |
| 蘇可欣 |                              | 臨床心理學家（第24集） |
| 陳靖雲 |                              | 日本遊客（第25集） |
| 蘇麗明 |                              | 職員（第25集） |

## 歌曲

### 原声带歌曲
本劇於在YouTube、網絡以及電視上所找到此劇歌曲。
| 主唱   | 歌曲                              | 作曲   | 填詞   | 編曲       | 歌曲監製       | 用作   | 用作   | 歌曲提供             |
| 主唱   | 歌曲                              | 作曲   | 填詞   | 編曲       | 歌曲監製       | 主題曲 | 片尾曲 | 歌曲提供             |
| 鄭俊弘 | 血淚的磨練 （页面存档备份，存于） | 張家誠 | 楊 熙  | 張家誠     | 何哲圖、韋景雲 |        |        | 星梦娱乐集团有限公司 |
| 菊梓喬 | 如果你明白 （页面存档备份，存于） | 徐洛鏘 | 張美賢 | Johnny Yim | 何哲圖、韋景雲 |        |        | 星梦娱乐集团有限公司 |

### 劇中插曲
| 歌曲                                     | 原唱               | 劇中演奏       | 樂器           |
| 伴我啟航（純音樂）（第25集大結局片尾曲） | 小虎隊             | ~              |                |
| 溫柔的你                                 | 粵語：王傑、林憶蓮 | 關禮傑         | 萨克斯         |
| 當年情                                   | 張國榮             | 關禮傑、王梓軒 | 萨克斯、小提琴 |
| 當年情                                   | 張國榮             | 王梓軒、鄧佩儀 | 小提琴、鋼琴   |
| 喜歡你                                   | Beyond             | 楊明           | 牧童笛         |

## 取景地點
此劇獲得警察公共關係科（PPRB）支援拍攝，主要以機場特警組的訓練基地取景。不過劇中的「警犬」只是「演員」，不是由警隊借出。而香港機場管理局亦有支援。此劇亦借用了一架A380客機進行拍攝。其他拍攝地點包括香港迪士尼樂園、迪欣湖及位於前啟德機場的工業貿易大樓拍攝。另外，由於機場禁區不能拍攝，因此要借用啟德郵輪碼頭內完成拍攝工作。

## 收視
本劇於香港無綫電視翡翠台及myTV SUPER七日跨平台總收視之紀錄：
| 週次 | 集數   | 日期                   | 收視率 | 最高收視 | 備註                                          |
| 1    | 1－5   | 2020年3月30日－4月3日  | 32.8點 | 33.9點   | 首集直播收視31點，跨平台收視33.9點            |
| 2    | 6－10  | 2020年4月6日－4月10日  | 33.4點 | 34.5點   | 第6集跨平台收視34.5點                         |
| 3    | 11－15 | 2020年4月13日－4月17日 | 33.2點 | 34.7點   | 第12集跨平台收視34.7點                        |
| 4    | 16－20 | 2020年4月20日－4月24日 | 32.1點 | 33.8點   | 第16集跨平台收視32.3點 第20集跨平台收視33.8點 |
| 5    | 21－25 | 2020年4月27日－5月1日  | 34.4點 | 36.3點   | 第21集直播收視32.3點 第25集跨平台收視36.3點   |
| 全劇 | 全劇   | 全劇                   | 33.2點 | 36.3點   | 全劇平均總收視33.2點                          |

## 評價
立法會議員梁美芬曾在自己Facebook專頁中上載了一條名為《湯好飲，劇好睇》的片段，內容就是她一邊飲著楊明燉湯店的潡湯，一邊收看此劇，更在片尾說：「湯好飲，劇好睇。」

## 相關節目
- 《愛·回家之開心速遞》：此劇由許家傑飾演的宋天機與宋瑞輝相似，並同時於本劇集出現。

## 獎項

### 萬千星輝頒獎典禮2020
| 年份                      | 獎項                      | 單位   | 角色             | 結果 |
| ------------------------- | ------------------------- | ------ | ---------------- | ---- |
| 2020                      |                           |        |                  |      |
| 馬來西亞最喜愛TVB電視劇集 | 機場特警                  |        | 提名             |      |
| 最佳劇集                  | 機場特警                  | 提名   |                  |      |
| 最佳男主角                | 楊明                      | 馬容義 | 提名             |      |
| 馬來西亞最喜愛TVB男主角   | 楊明                      | 馬容義 | 提名             |      |
| 最受歡迎電視男角色        | 楊明                      | 馬容義 | 提名             |      |
| 馬來西亞最喜愛TVB女主角   | 鄧佩儀                    | 何詩嬅 | 提名             |      |
| 最佳女主角                | 鄧佩儀                    | 何詩嬅 | 提名             |      |
| 最受歡迎電視女角色        | 蔡思貝                    | 辛凱晴 | 提名             |      |
| 最受歡迎電視女角色        | 鄧佩儀                    | 何詩嬅 | 提名             |      |
| 飛躍進步男藝員            | 朱敏瀚                    | 鄔冠聰 | 獲獎             |      |
| 飛躍進步男藝員            | 馬貫東                    | 揚名   | 提名（最後五強） |      |
| 飛躍進步女藝員            | 何依婷                    | 李至安 | 提名（最後五強） |      |
| 飛躍進步女藝員            | 鄧佩儀                    | 何詩嬅 | 提名（最後五強） |      |
| 最受歡迎電視歌曲          | 血淚的磨練（鄭俊弘 主唱） |        | 提名             |      |
| 最受歡迎電視歌曲          | 如果你明白（菊梓喬 主唱） |        | 提名             |      |

## 外部連結
- 《機場特警》空群出動 - TVB Weekly （页面存档备份，存于）
- 豆瓣电影上《機場特警》的資料 （简体中文）

## 電視節目的變遷

### 香港地區播放
| 香港 無綫電視翡翠台／ 澳門 TVB Anywhere翡翠台 星期一至五 20:30－21:30 | 香港 無綫電視翡翠台／ 澳門 TVB Anywhere翡翠台 星期一至五 20:30－21:30 | 香港 無綫電視翡翠台／ 澳門 TVB Anywhere翡翠台 星期一至五 20:30－21:30 |
| --------------------------------------------------------------------- | --------------------------------------------------------------------- | --------------------------------------------------------------------- |
|                                                                       | 機場特警 （2020年3月30日－2020年5月1日）                              |                                                                       |
| 法證先鋒IV （2020年2月17日－2020年3月27日）                           | 降魔的2.0 （2020年5月4日－2020年6月5日）                              |                                                                       |

### 内地地區播放
| 中国 優酷Youku（網絡平台） 星期一至五 20:30更新 · VIP搶先看一集 | 中国 優酷Youku（網絡平台） 星期一至五 20:30更新 · VIP搶先看一集 | 中国 優酷Youku（網絡平台） 星期一至五 20:30更新 · VIP搶先看一集 |
| --------------------------------------------------------------- | --------------------------------------------------------------- | --------------------------------------------------------------- |
|                                                                 | 機場特警 （2020年3月30日－2020年5月1日）                        |                                                                 |
| -                                                               | -                                                               |                                                                 |

### 香港以外地區播放
| 無綫翡翠台香港時區 星期一至五 20:30－21:30  | 無綫翡翠台香港時區 星期一至五 20:30－21:30 | 無綫翡翠台香港時區 星期一至五 20:30－21:30 |
| ------------------------------------------- | ------------------------------------------ | ------------------------------------------ |
|                                             | 機場特警 （2020年3月30日－2020年5月1日）   |                                            |
| 法證先鋒IV （2020年2月17日－2020年3月27日） | 降魔的2.0 （2020年5月4日－2020年6月5日）   |                                            |

| 美国 TVB1 黃金劇場 星期一至五 20:00－21:00 東岸時間          | 美国 TVB1 黃金劇場 星期一至五 20:00－21:00 東岸時間 | 美国 TVB1 黃金劇場 星期一至五 20:00－21:00 東岸時間 |
| ------------------------------------------------------------ | --------------------------------------------------- | --------------------------------------------------- |
|                                                              | 機場特警 （2020年3月30日－2020年5月1日）            |                                                     |
| 法證先鋒IV （19:30－20:30） （2020年2月17日－2020年3月27日） | 降魔的2.0 （2020年5月4日－2020年6月5日）            |                                                     |

| 美国 TVBe 星期一至五 黃金劇場 時段 16:00－17:00 | 美国 TVBe 星期一至五 黃金劇場 時段 16:00－17:00                                                      | 美国 TVBe 星期一至五 黃金劇場 時段 16:00－17:00 |
| ----------------------------------------------- | --- | ----------------------------------------------- |
|                                                 | 機場特警 （2020年10月12日－2020年11月13日）                                                          |                                                 |
| 黃金有罪 （2020年8月31日－2020年10月9日）       | 那些我愛過的人 （2020年11月16日－2020年12月21日）愛情來的時候（日本篇）（星期四） （2020年11月19日） |                                                 |

| 马来西亚 Astro AOD、Astro AOD HD 星期一至五 20:30－21:15 | 马来西亚 Astro AOD、Astro AOD HD 星期一至五 20:30－21:15 | 马来西亚 Astro AOD、Astro AOD HD 星期一至五 20:30－21:15 |
| -------------------------------------------------------- | -------------------------------------------------------- | -------------------------------------------------------- |
|                                                          | 機場特警 （2020年3月30日－2020年5月1日）                 |                                                          |
| 法證先鋒IV （2020年2月17日－2020年3月27日）              | 降魔的2.0 （2020年5月4日－2020年6月5日）                 |                                                          |

| 马来西亚 Astro華麗台与翡翠台合并（4月1日至5月1日） 星期一至五 20:30－21:15 | 马来西亚 Astro華麗台与翡翠台合并（4月1日至5月1日） 星期一至五 20:30－21:15 | 马来西亚 Astro華麗台与翡翠台合并（4月1日至5月1日） 星期一至五 20:30－21:15 |
| -------------------------------------------------------------------------- | -------------------------------------------------------------------------- | -------------------------------------------------------------------------- |
|                                                                            | 機場特警 （2020年3月30日－2020年5月1日）                                   |                                                                            |
| 法證先鋒IV （2020年2月17日－2020年3月27日）                                | 降魔的2.0 （2020年5月4日－2020年6月5日）                                   |                                                                            |

| 新加坡 HUB戲劇首選 星期一至五 20:30－21:15  | 新加坡 HUB戲劇首選 星期一至五 20:30－21:15 | 新加坡 HUB戲劇首選 星期一至五 20:30－21:15 |
| ------------------------------------------- | ------------------------------------------ | ------------------------------------------ |
|                                             | 機場特警 （2020年3月30日－2020年5月1日）   |                                            |
| 法證先鋒IV （2020年2月17日－2020年3月27日） | 降魔的2.0 （2020年5月4日－2020年6月5日）   |                                            |

| 澳洲 無綫翡翠台 星期二至六 20:30－21:30     | 澳洲 無綫翡翠台 星期二至六 20:30－21:30  | 澳洲 無綫翡翠台 星期二至六 20:30－21:30 |
| ------------------------------------------- | ---------------------------------------- | --------------------------------------- |
|                                             | 機場特警 （2020年3月31日－2020年5月2日） |                                         |
| 法證先鋒IV （2020年2月18日－2020年3月28日） | 降魔的2.0 （2020年5月5日－2020年6月6日） |                                         |

| 中華民國 Vidol影音／KKTV／LINE TV 星期二至六 12:00上架 | 中華民國 Vidol影音／KKTV／LINE TV 星期二至六 12:00上架 | 中華民國 Vidol影音／KKTV／LINE TV 星期二至六 12:00上架 |
| ------------------------------------------------------ | ------------------------------------------------------ | ------------------------------------------------------ |
|                                                        | 機場特警 （2020年3月31日－2020年5月2日）               |                                                        |
| -                                                      | -                                                      |                                                        |

| 新加坡 HUB娛家戲劇台 每晚 19:00－20:00    | 新加坡 HUB娛家戲劇台 每晚 19:00－20:00     | 新加坡 HUB娛家戲劇台 每晚 19:00－20:00 |
| ----------------------------------------- | ------------------------------------------ | -------------------------------------- |
|                                           | 機場特警 （2020年8月3日－2020年8月27日）   |                                        |
| 法證先鋒IV （2020年7月4日－2020年8月2日） | 降魔的2.0 （2020年8月28日－2020年9月21日） |                                        |

| 新加坡 新傳媒8頻道 星期一至五 21:00－22:00 （电视播出华语版，电视台网站 www.mewatch.sg 提供华粤双语版本） | 新加坡 新傳媒8頻道 星期一至五 21:00－22:00 （电视播出华语版，电视台网站 www.mewatch.sg 提供华粤双语版本） | 新加坡 新傳媒8頻道 星期一至五 21:00－22:00 （电视播出华语版，电视台网站 www.mewatch.sg 提供华粤双语版本） |
| --- | --- | --- |
| | 機場特警 （2020年10月7日－2020年11月10日）                                                                | |
| 男神不敗 （2020年9月2日－2021年10月6日）                                                                  | 森林生存記 （2020年11月11日－2020年12月8日）                                                              | |
| 星期一至五 17:30－18:30 （重播）                                                                          | | |
| 花花公子 （2021年8月2日－2021年8月27日）                                                                  | 機場特警 （2021年8月30日－2020年10月1日）                                                                 | 小娘惹 （2021年10月4日－2021年11月18日）                                                                  |

| 马来西亚 八度空間 TVB之最 星期一至五 19:00:19:58 | 马来西亚 八度空間 TVB之最 星期一至五 19:00:19:58 | 马来西亚 八度空間 TVB之最 星期一至五 19:00:19:58 |
| ------------------------------------------------ | ------------------------------------------------ | ------------------------------------------------ |
|                                                  | 機場特警 (2021年4月2日－2021年5月6日)            |                                                  |
| 十二傳說 （2021年2月26日－2021年4月1日)          | 法证先锋IV （2021年5月7日－2021年6月17日)        |                                                  |

| 马来西亚 八度空間 星期一至五 13:00-14:00      | 马来西亚 八度空間 星期一至五 13:00-14:00          | 马来西亚 八度空間 星期一至五 13:00-14:00 |
| --------------------------------------------- | ------------------------------------------------- | ---------------------------------------- |
|                                               | 機場特警 (重播) (2021年11月4日-2021年12月8日)     |                                          |
| 十二傳說 (重播) (2021年9月30日-2021年11月3日) | 法證先鋒IV (重播) （2021年12月9日-2022年1月19日） |                                          |

| 马来西亚 TVB Magic 星期四至五 21:00 - 22:00 | 马来西亚 TVB Magic 星期四至五 21:00 - 22:00 | 马来西亚 TVB Magic 星期四至五 21:00 - 22:00 |
| ------------------------------------------- | ------------------------------------------- | ------------------------------------------- |
|                                             | 機場特警 （2023年10月5日—2023年12月28日）   |                                             |
| 法證先鋒IV （2023年6月22日—2023年9月29日）  | —                                           |                                             |